# San Isidro Monterrosas
San Isidro Monterrosas är en ort i Mexiko.   Den ligger i kommunen Palmar de Bravo och delstaten Puebla, i den sydöstra delen av landet, 170 km öster om huvudstaden Mexico City. San Isidro Monterrosas ligger 2 193 meter över havet och antalet invånare är 1 405.
Terrängen runt San Isidro Monterrosas är varierad. Runt San Isidro Monterrosas är det ganska tätbefolkat, med 185 invånare per kvadratkilometer. Närmaste större samhälle är Tecamachalco, 16,9 km väster om San Isidro Monterrosas. Trakten runt San Isidro Monterrosas består till största delen av jordbruksmark.